# Абоен
Абоен (фр. Aboën) насеље је и општина у источној Француској у региону Рона-Алпи, у департману Лоара која припада префектури Монбризон.
По подацима из 2011. године у општини је живело 398 становника, а густина насељености је износила 44,42 становника/km². Општина се простире на површини од 8,96 km². Налази се на средњој надморској висини од 710 метара (максималној 771 m, а минималној 594 m).

## Демографија
| 1962. | 1968. | 1975. | 1982. | 1990. | 1999. | 2011. |
| ----- | ----- | ----- | ----- | ----- | ----- | ----- |
| 257   | 246   | 202   | 181   | 186   | 234   | 398   |

График промене броја становника у току последњих година